# Билигурт
Билигурт — деревня в Якшур-Бодьинском районе Удмуртской республики.

## География
Находится в центральной части Удмуртии на расстоянии приблизительно 38 км на запад-северо-запад по прямой от районного центра села Якшур-Бодья.

## История
Основана в 1830-х годах русскими крестьянами. В 1873 году учтена как починок Над ключом Ушнетом (Башгурт) с 21 двором. В 1893 году уже починок Билигурт с 41 двором (24 двора русских и 17 удмуртов), в 1905 47, в 1924 — 60 (дворов удмуртов более половины). До 2021 год входила в состав Варавайского сельского поселения.

## Население
Постоянное население составляло 170 человек (1873 год), 289 (1893), 370 (1905), 365 (1924), 15 человек в 2002 году (удмурты 80 %), 6 в 2012.